# Підвісний міст у Дейр-ез-Зорі

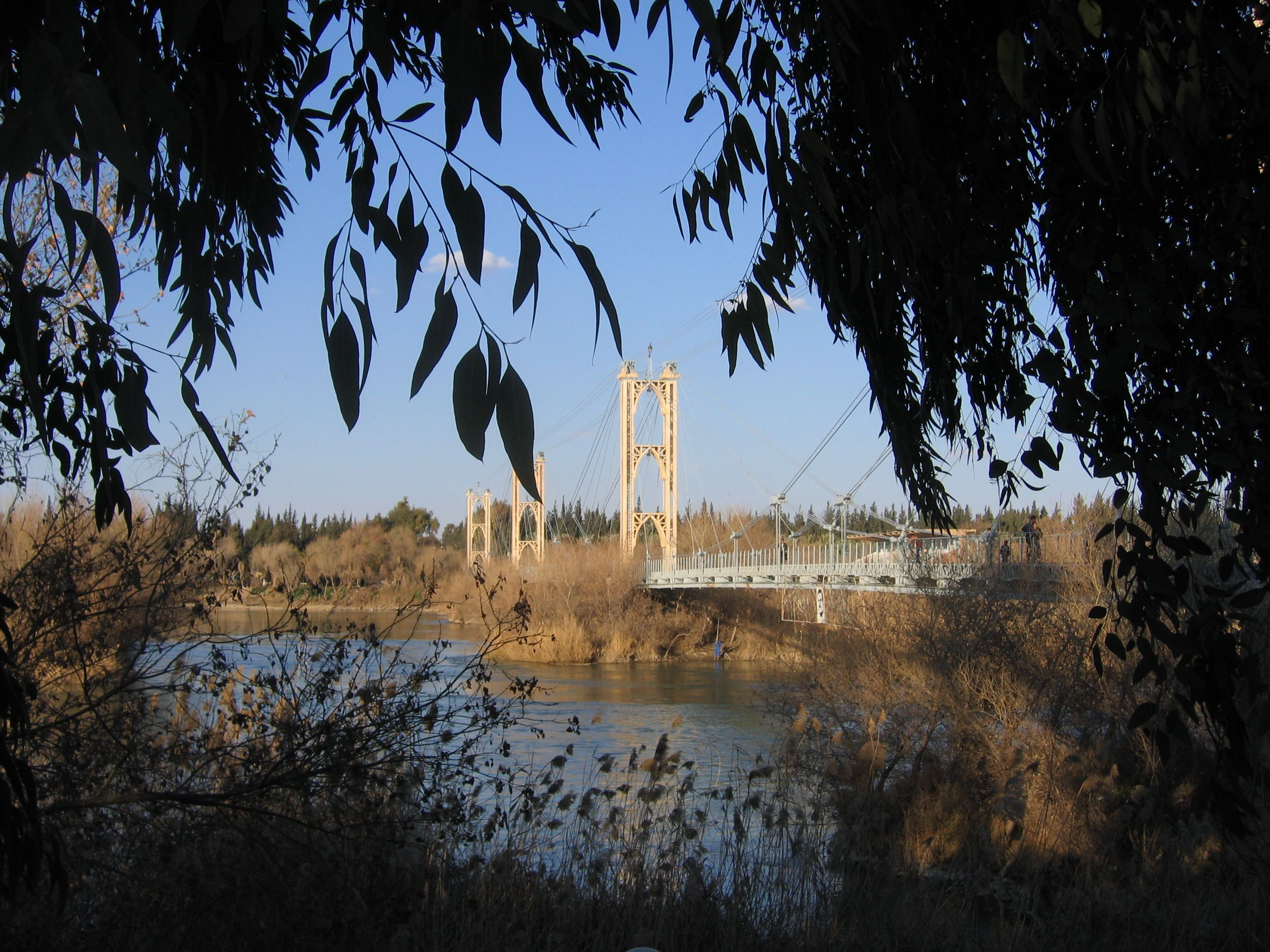
Вид на міст та річку Євфрат

Підвісний міст у Дейр-ез-Зорі (араб. جسر دير الزور المعلق)  — підвісний міст у Сирії через річку Євфрат, що знаходиться у місті Дейр-ез-Зор.
Міст збудований у 1927 році французькою будівельною компанією Fougerolle. Міст з'єднує географічні регіони Левант та Джезіре.
Міст зруйнований під час Громадянської війни в Сирії у травні 2013 року.